# خوان هوراسيو سواريز
خوان هوراسيو سواريز (بالإسبانية: Juan Horacio Suárez)‏ هو كاهن كاثوليكي أرجنتيني، ولد في 15 مارس 1938.